# Majer (Familienname)
Majer oder Májer ist ein Familienname.

## Herkunft und Bedeutung
Der Name ist eine Variante von Meier. Bedeutung und Verbreitung siehe dort.

## Namensträger
- Adolph Majer (1821–1868), deutscher Apotheker und Revolutionär
- August Majer (1798–1876), deutscher Jurist und Politiker
- Christian F. Majer (* 1978), deutscher Rechtswissenschaftler
- Christian Majer (Fabrikant) (1884–1955), deutscher Maschinenfabrikant
- Claudio Majer (* 1996), Liechtensteiner Fußballspieler
- Diemut Majer (1938–2024), deutsche Staatsrechtlerin und Hochschullehrerin
- Ernst Majer-Leonhard (1889–1966), deutscher Pädagoge und Oberstudiendirektor
- Friedrich Majer (1772–1818), deutscher Orientalist
- Fritz Majer-Leonhard (1915–1995), deutscher evangelischer Theologe und NS-Verfolgter
- Georg Majer (Fußballspieler) (* 1971), österreichischer Fußballspieler
- Georg Emil von Majer (1810–1884), württembergischer Regierungspräsident
- Georg Friedrich Majer (1695–1765), württembergischer Baumeister
- Giovannina Majer (1885–1966), italienische Numismatikerin
- Gustav Majer (1847–1900), deutscher Kunstmaler
- Hans Majer-Leonhard (1884–1959), deutscher Landgerichtsrat, Genealoge und Volkshochschulleiter
- Hans Georg Majer (* 1937), deutscher Turkologe
- Helge Majer (1941–2006), deutscher Wirtschaftswissenschaftler
- Jeremias Majer (1735–1789), englischer Miniatur- und Email-Maler deutscher Herkunft
- Jiří Majer (1922–2008), tschechischer Bergbauhistoriker, Archivar und Museologe
- Johann Christian von Majer (1741–1821), deutscher Rechtswissenschaftler und Hochschullehrer
- Johann Friedrich Majer-Leonhard (1853–1925), deutscher Industrieller und Kommerzienrat
- Julie Majer (1883–1963), deutsche antifaschistische Widerstandskämpferin
- Lajos Májer (1956–1998), ungarischer Fußballspieler
- Lovro Majer (* 1998), kroatischer Fußballspieler
- Nicolò Majer (1855–1912), italienischer Münzhändler
- Patrik Majer (* 1971), tschechischer Musikproduzent und Musiker
- Philipp Majer (* 1982), deutscher Filmemacher
- Robert Majer (1857–1944), württembergischer Oberamtmann
- Ulrich Majer (* 1942), deutscher Philosoph
- Wolfgang Dietrich Majer (1698–1762), württembergischer Porträtmaler